# Uzi Geller
Uzi Geller, עוזי גלר; en hebreo , (Givat Haim, 7 de enero de 1931 - Givat Haim, en Meuhad, 2 de junio de 2024) fue un maestro de ajedrez israelí.
Geller fue Campeón de Israel en 1971-72. Empató en el 7.º-10.º lugar en Netanya 1968 (ganó Bobby Fischer), empató en el 9.º-10.º lugar en Netanya 1969 (ganó Samuel Reshevsky), ocupó el 16.º lugar en Netanya 1971 (ganaron Lubomir Kavalek y Bruno Parma), y empató en el 6.º-7.º lugar en Teherán 1972 (zonal de Asia Occidental, ganó Shimon Kagan). Geller falleció el 2 de junio de 2024, a la edad de 93 años.
Geller representó dos veces a Israel en las Olimpiadas de Ajedrez:
- En 1970, en el cuarto tablero en la 19.ª Olimpiada de Ajedrez en Siegen (+5 -3 =4);
- En 1972, en el tercer tablero en la 20.ª Olimpiada de Ajedrez en Skopje (+1 -5 =1).[6]